# Carl Heinrich 'Bipontinus' Schultz
Carl Heinrich 'Bipontinus' Schultz (alemany: Carl Heinrich Schultz)  (Zweibrücken, 30 de juny de 1805 - Deidesheim, 17 de desembre de 1867) va ser un metge i botànic alemany, i germà del botànic Friedrich Wilhelm Schultz (1804–1876).
Se'l coneix com a Carl Heinrich 'Bipontinus' Schultz, Carl Heinrich Schultz Bipontinus o simplement Bipontinus, sent això una referència al seu lloc de naixement llatinitzat Zweibrücken (dos ponts). Això era necessari perquè en la seva vida hi vivia un altre botànic alemany del mateix nom, conegut com a Carl Heinrich 'Schultzenstein' Schultz

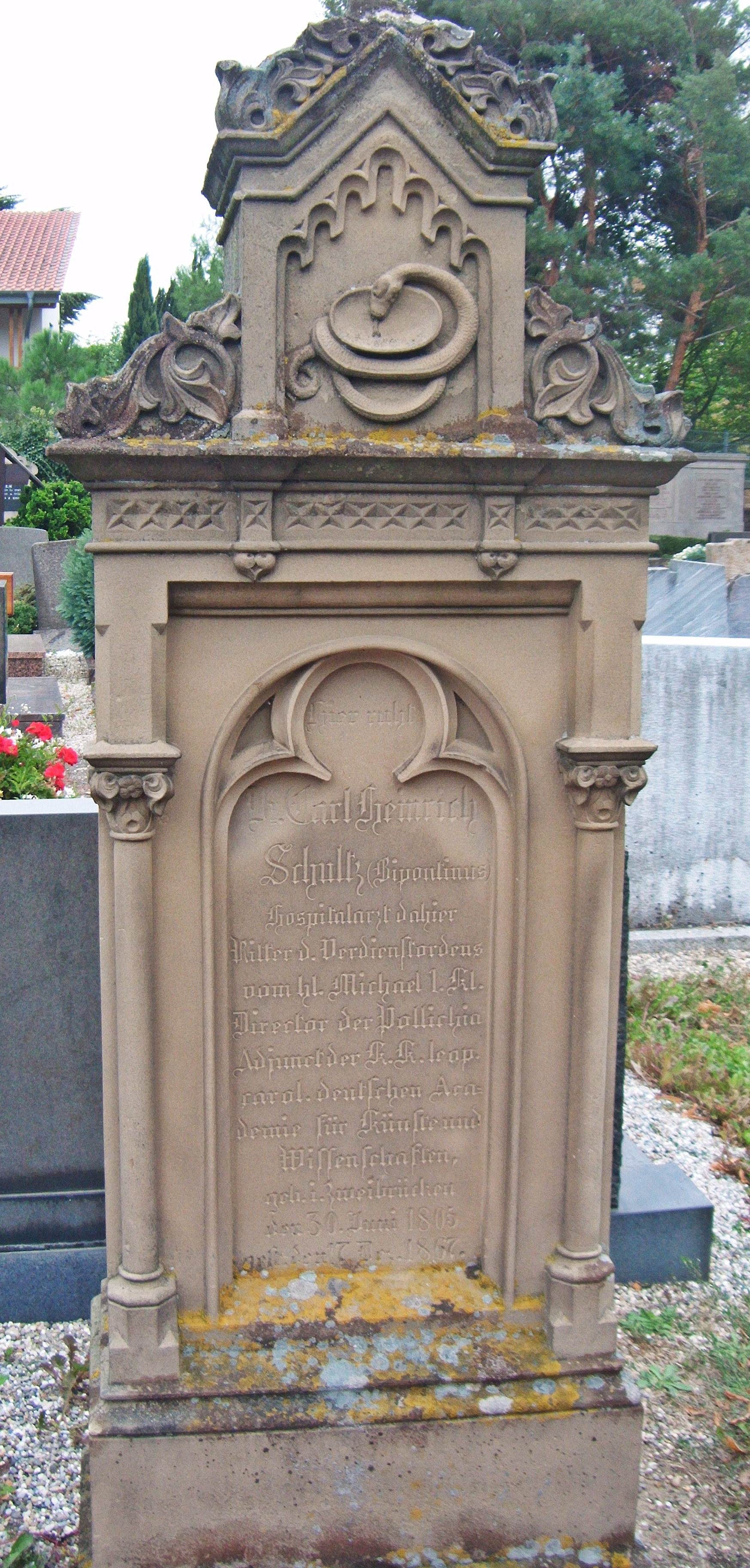
Làpida a Deidesheim

## Biografia
A partir de 1825 va estudiar medicina i ciències a la Universitat d'Erlangen, on va ser estudiant del botànic Wilhelm Daniel Joseph Koch. El 1827, va continuar la seva educació a la Universitat de Múnic, on les seves influències van incloure el naturalista Maximilian Perty. El 1830 va fer un viatge d'estudis a París, i després del seu retorn, es va instal·lar en una pràctica mèdica a Múnic. De 1832 a 1835 va ser empresonat per raons polítiques, i després del seu alliberament, va passar molts anys treballant com a metge a l'hospital de Deidesheim (1836–1867).
Es va especialitzar en estudis de les compostes i va ser l'autor taxonòmic de moltes espècies dins de la família. El 1866 Friedrich Alefeld va nomenar el gènere Bipontinia (família de les fabàcies) en el seu honor.
El 1840, Schultz juntament amb 25 erudits del Palatinat i àrees veïnes van fundar POLLICHIA, una societat científica nomenada en honor del botànic Johan Adam Pollich (1740-1780). Schultz va morir a Deidesheim el 17 de desembre de 1867.

## Selecció de publicacions
- Analysis Cichoriacearum Palatinatus, 1841.
- Beitrag zur Geschichte und geographischen Verbreitung der Cassiniaceen (Contribució a la història i l'extensió geogràfica de Cassiniaceae), 1866.